# Dolmen von Curton

Schema Galeriegrab –

Der etwa 7,55 m lange Dolmen von Curton liegt südlich von Jugazan, südöstlich von Libourne im Weinbaugebiet Entre deux mers im Département Gironde in Frankreich und ist ein Galeriegrab.

## Beschreibung
Der Gang dieser Allée couverte hat eine Breite zwischen 0,75 und 1,35 m. Die etwa 4,4 m lange Kammer wird durch fünf Orthostaten auf der linken, drei auf der rechten Seite und eine 1,15 m lange Endplatte begrenzt. Ein Deckstein von etwa 2,5 × 2,3 m liegt in situ. Der Kalksteindolmen liegt auf einer Lichtung in einem Forst.
Die Endplatte wurde auf der Innenseite mit flachen und durch Erosion des oberen Teils unvollständigen Ritzungen verziert, wie sie häufig in Megalithanlagen gefunden werden. Die Darstellungen bestehen aus Kreisen, einer Spitze mit sechs parallelen Linien und einem „U“- oder hufeisenförmigen Design.
Der Dolmen ist seit 1995 als Monument historique eingestuft.
In der Nähe liegen die Dolmen von Bellefond.